# Tipula jacobus
Tipula jacobus är en tvåvingeart som beskrevs av Alexander 1931. Tipula jacobus ingår i släktet Tipula och familjen storharkrankar. Inga underarter finns listade i Catalogue of Life.